# جوستين جويس
جوستين جويس (بالإنجليزية: Justine Joyce)‏ هي مجدفة أسترالية، ولدت في 14 مارس 1974.

## وصلات خارجية
- جوستين جويس على موقع الاتحاد الدولي للتجديف (الإنجليزية)